# Ewald Wollny
Martin Ewald Wollny (né le 20 mars 1846 à Berlin et mort le 8 janvier 1901 à Munich) était un agronome prussien.

## Publications majeures
- Über die Anwendung der Elektricität bei der Pflanzenkultur. Für die Bedürfnisse der Landwirthschaft und des Gartenbaues dargestellt. Ed.Theodor Ackermann, Munich 1883. écrit questionnant la pratique de l'électroculture.
- Saat und Pflege der landwirthschaftlichen Kulturpflanzen. Handbuch für die Praxis. Ed. de Paul Parey, Berlin 1885.
- Die Kultur der Getreidearten mit Rücksicht auf Erfahrung und Wissenschaft. Carl Winter´s Universitätsbuchhandlung, Heidelberg 1887. 2e éd. à l'identique ebd. 1891.
- Die Zersetzung der organischen Stoffe und die Humusbildungen mit Rücksicht auf die Bodenkultur. Carl Winter´s Universitätsbuchhandlung, Heidelberg 1897.
- Forschungen auf dem Gebiete der Agrikultur-Physik. Publié par le Dr E. Wollny, Professeur à Munich. Carl Winter´s Universitätsbuchhandlung Heidelberg. T. 1-20, 1878-1898.